# Пас (фільм)
«Пас» (фр. The Pass) — британський фільм-драма 2016 року, поставлений режисером-дебютантом Беном А. Вільямсом за сценарієм Джона Доннеллі, який адаптував власну п'єсу, поставлену в театрі «Ройал-Корт» (англ. Royal Court Theatre). Світова прем'єра стрічки відбулася 16 березня 2016 року на відкритті 30-го Лондонського ЛГБТ-кінофестивалю BFI Flare .

## Синопсис
19-річний Джейсон (Рассел Тові) знаходиться на самому початку своєї футбольної кар'єри. У ніч перед його першим виступом у матчі Ліги чемпіонів він зі своїм давнім другом і партнером по команді Аді (Арінзе Кене) ділять одну кімнату в румунському готелі. Надмірна збудженість не дає їм спати. У якийсь момент Джейсон імпульсивно цілує Аді. Емоційні наслідки цього кроку і рішення, які приймають чоловіки на полі і поза ним, справляють серйозний вплив на кожен аспект їхнього публічного та особистого життя на найближчі роки.

## У ролях
| Рассел Тові     | ···· | Джейсон             |
| Арінзе Кене     | ···· | Аді                 |
| Ліза Макґрілліс | ···· | Ліндсі              |
| Ніко Міраллегро | ···· | Гаррі               |
| Рорі Дж. Сапер  | ···· | коридорний у готелі |

## Знімальна група
- Автор сценарію — Джон Доннеллі
- Режисер-постановник — Бен А. Вільямс
- Продюсер — Дункан Кенуорсі
- Співпродюсер — Курбан Кассам
- Оператор — Кріс О'Дрісколл
- Монтаж — Масахіро Хіракубо, Джастін Райт
- Художник-постановник — Пітер Френсіс
- Художник по костюмах — Голлі Смарт
- Артдиректор — Пол Савулеску

## Відгуки
Клер Стюарт, керівник фестивалів BFI Flare:
|  | Завдяки переконливі грі і розумному, напористому сценарієві фільм «Пас» сміливо піднімає заборонену тему, описує переживання чоловіка, який намагається прийняти свою сексуальну орієнтацію в гіпермаскулінному світі професійного футболу. Ми з радістю відкриваємо 30-й фестиваль BFI Flare, який гордиться програмою, що розбурхує серця, тіла і уми глядачів, вражаючим і дуже актуальним дебютом британського режисера. Оригінальний текст (англ.) [Featuring compelling performances and a smart, punchy script, The Pass boldly tackles a forbidden topic, outlining one man’s struggle to embrace his sexuality within the hyper masculine and very public world of professional football. We are excited to be launching the 30th edition of BFI Flare – a Festival that prides itself on a programme which captivates hearts, bodies and minds – with an impressive and very topical British directorial debut.] Помилка: [undefined] Помилка: {{Lang}}: немає тексту (допомога): текст вже має курсивний шрифт (допомога) |

## Визнання
| Рік  | Кінофестиваль/кінопремія                             | Категорія/нагорода   | Номінант | Результат |
| ---- | ---------------------------------------------------- | -------------------- | -------- | --------- |
| 2016 | 46-й Київський міжнародний кінофестиваль «Молодість» | Приз Сонячний зайчик | Пас      | Номінація |